# 할리버튼

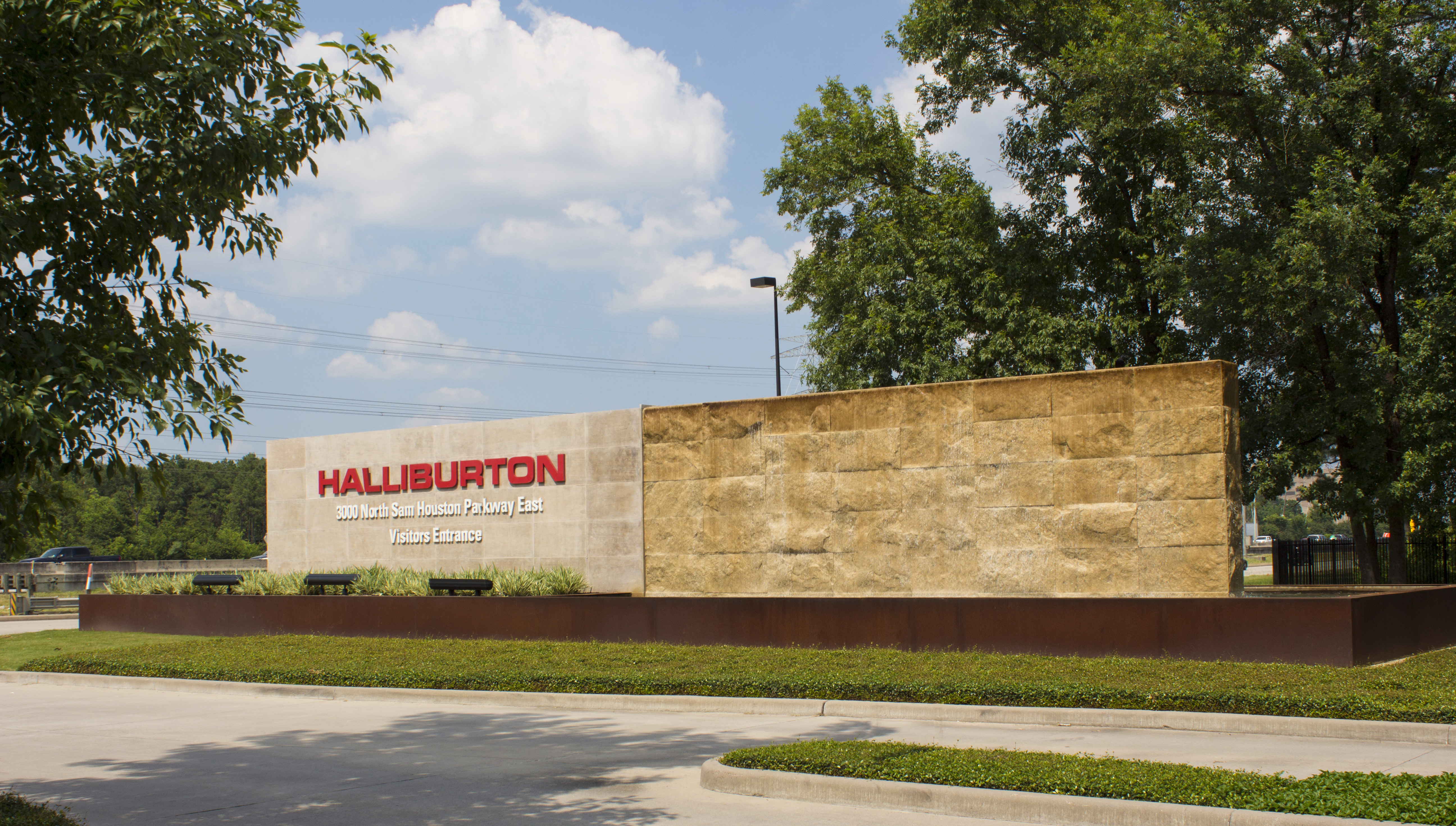

할리버튼(Halliburton)은 미국의 다국적 기업으로 세계에서 가장 큰 석유 채굴 기업들 중 하나이다. 전 세계에 수백개의 계열사와 지점을 소유하고 있으며, 종업원도 대략 10만 명에 이른다. 석유채굴회사이다.